# Antictenia leucospila
Antictenia leucospila är en fjärilsart som beskrevs av W. Warren 1898. Antictenia leucospila ingår i släktet Antictenia och familjen mätare. Inga underarter finns listade i Catalogue of Life.